# Let L-410
«Let L-410 Turbolet» — універсальний двомоторний літак для місцевих повітряних ліній (МПЛ). Перший у повоєнний час літак, що вийшов на радянські повітряні лінії. Інші назви: Л-410, Лет, Лет Л-410, Чебурашка, Чех, Елка.

## Історія
Створення літака Л-410 почалося у 1960-х роках чехословацьким виробником літаків Let Kunovice. Радянські авіалінії Аерофлот на той час були у пошуку турбогвинтової заміни літака АН-2, у зв'язку з чим вони замовили розробку останнього у Let. Після аналізу і вивчення літака під назвою Л-400 була запропонована нова версія Л-410 Турболет. Перший прототип під назвою XL-410 злетів у повітря 16 квітня 1969 року. Через затримки у розробці придатного чеського двигуна (Вальтер М601) прототип та перша серійна версія літака була оснащена ТГД Pratt & Whitney (Канада) PT6A-27.
Після закінчення розробки М601 двигун PT6 був замінений на М601 з трилопатевими пропелерами AVIA V508B, літак отримав нову модифікацію Л-410М.
Наступною версією, розробленою для Аерофлоту, стала Л-410 UVP. Вона мала покращений злітно-посадкові характеристики завдяки збільшеній площі крил та хвостової частини — ЛСЗП. Однак через збільшення ваги літака та зміщення центру мас зменшилася пасажиромісткість до 15 пасажирів.
Версія Л-410UVP-Е (найпопулярніша модифікація Л-410) отримала збільшену максимальну злітну вагу 6400 кг, двигуни М601Е збільшеної потужності, п'ятилопатевий пропелер V510 та оснащений криловими баками для додаткового забезпечення пальним. Перший політ відбувся 1984 року, серійне виробництво почалося у 1986 році.
Модифікація Л-410UVP-Е9 від UVP-Е20 відрізняється незначно, через різні сертифікаційні регуляції. Остання модифікація із сімейства Л-410 отримала назву Л-420 і використовувала нову версію двигуна Walter — M601F. Поточне виробництво Л410 UVP-E20 оснащується новою версією двигуна M601 під назвою GE H80-200 та новим п'ятилопатевим пропелером Avia AV-725.
Л410 UVP-Е є негерметичним металевим високопланом місцевого сполучення з п'ятилопатевими пропелерами Avia V 510. Оснащується шасі, що прибирається. Літак використовує дві гідравлічні схеми: основну та запасну. Основна електрична схема працює на 28В постійного струму. Системою запобігання обмерзанню є «Deicing boot» та електричний обігрів пропелерів, лобове скло кабіни та приймач повітряного тиску. Максимальна злітна маса у Л-410 UVP-Е є 6400 кг з можливістю збільшення її до 6600 кг для модифікацій E9 та E20, пасажиромісткість — від 17 до 19. Крейсерською швидкістю є 170 KIAS, максимальна дальність близько 1430 км. Літак сертифіковано для операцій IFR, Категорія I ILS та польотів в умовах обмерзання.
Із випущених близько 1,100 одиниць приблизно 500 на разі, є в експлуатації. Більшість із них розповсюджені у колишньому СРСР, але були перепродані, в основному для місцевих авіаліній в Азії, Африці, Центральній Америці та Південній Америці. Сорок літаків використовуються у Європі з комерційною метою або для стрибків з парашутом. Також є невизначена кількість в Російській Федерації та державах колишнього СРСР. Літак може використовуватися на коротких, а також ґрунтових ЗПС.
3 вересня 2013 року російська компанія УГМК (Іскандер Махмудов) стала власником 100 % акцій LET Kunovice Aircraft Industries. Було анонсовано що вони будуть переміщувати виробництво літаків Л-410 до Російської Федерації протягом року.
7 Липня 2015 УГМК представили перший літак Л-410NG, що було виготовлено у Росії.

## Модифікації

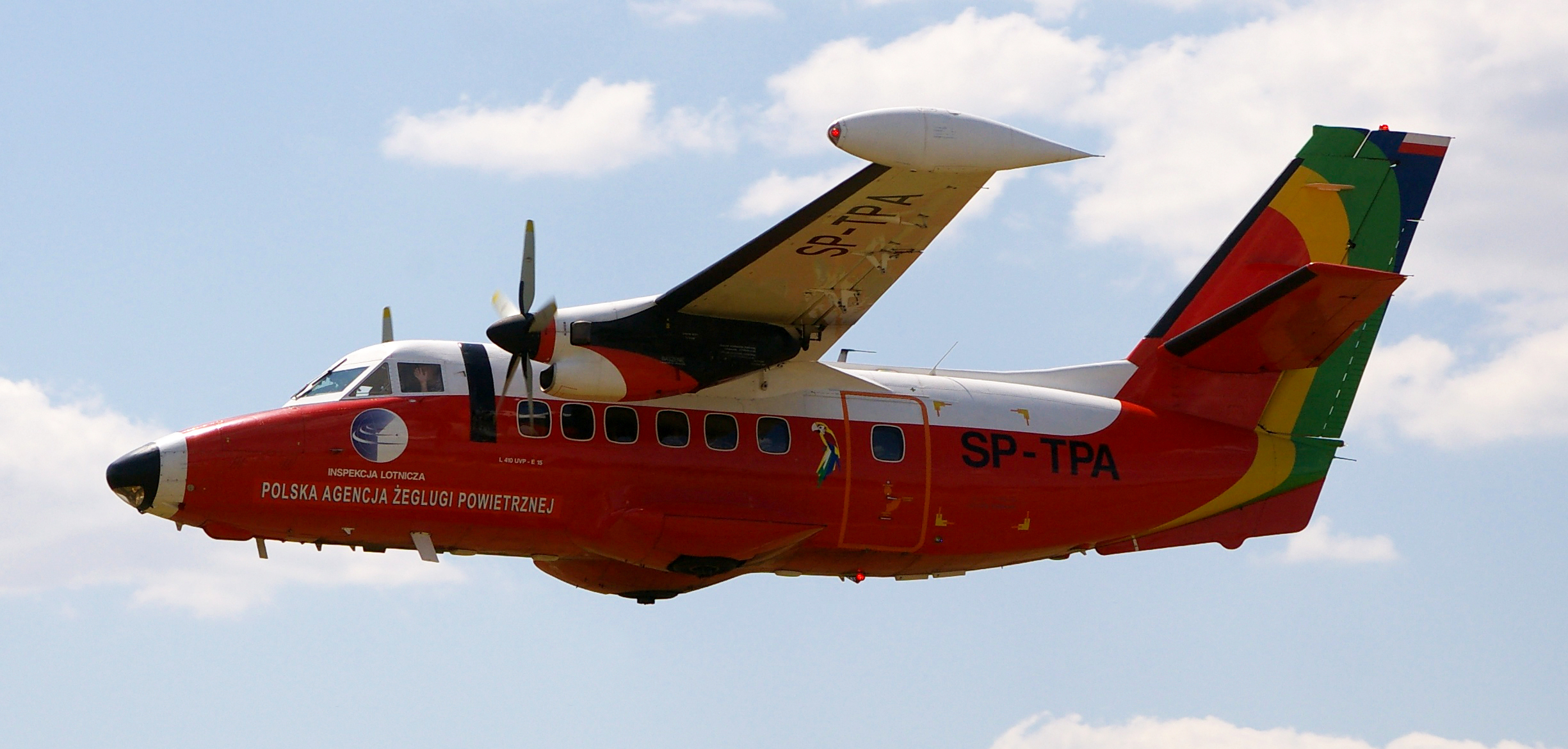
Let L410UVP-E16 на повітряному шоу в Góraszka, Польща

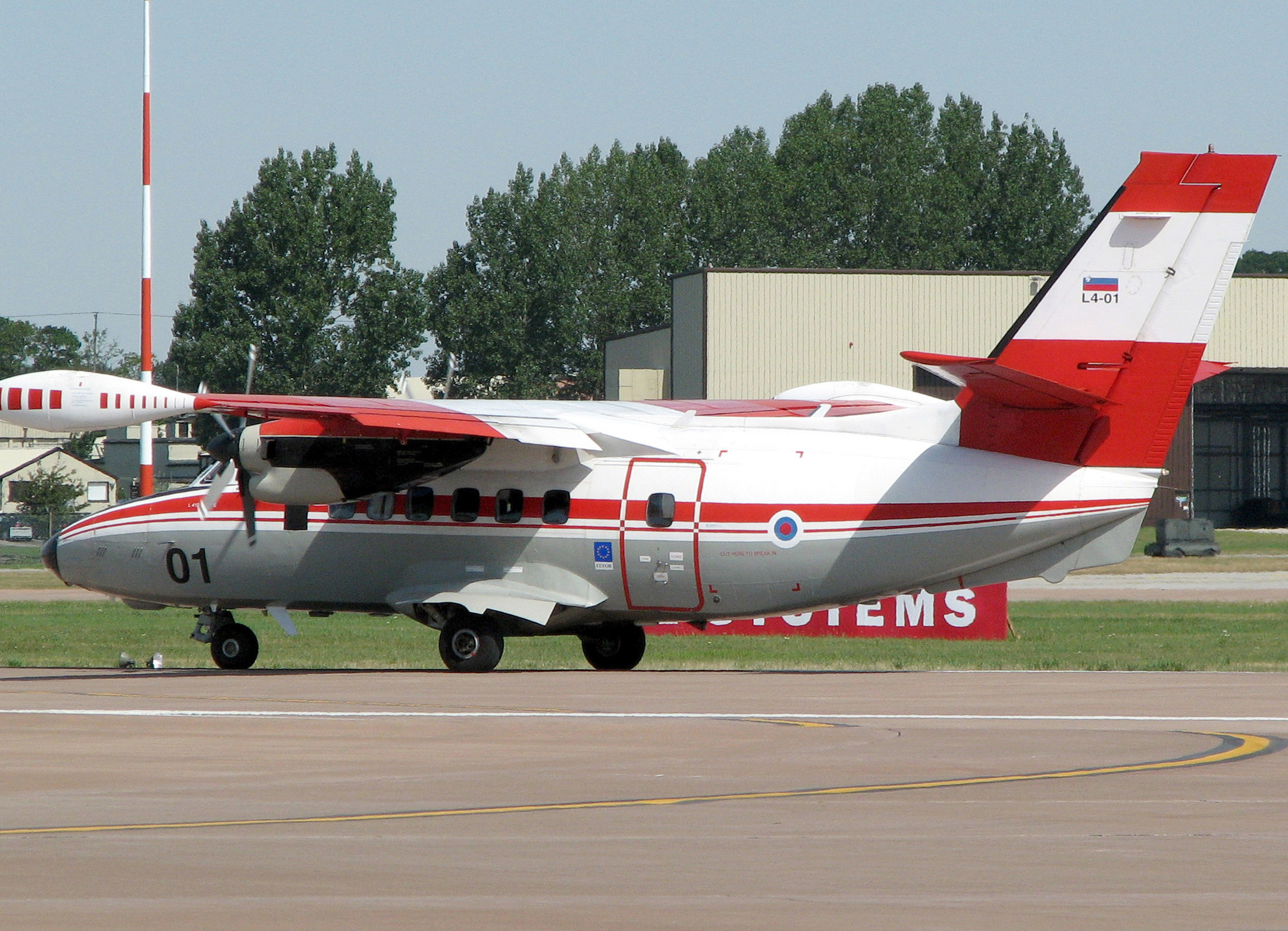
Let L-410UVP-E Словенських Збройних Сил

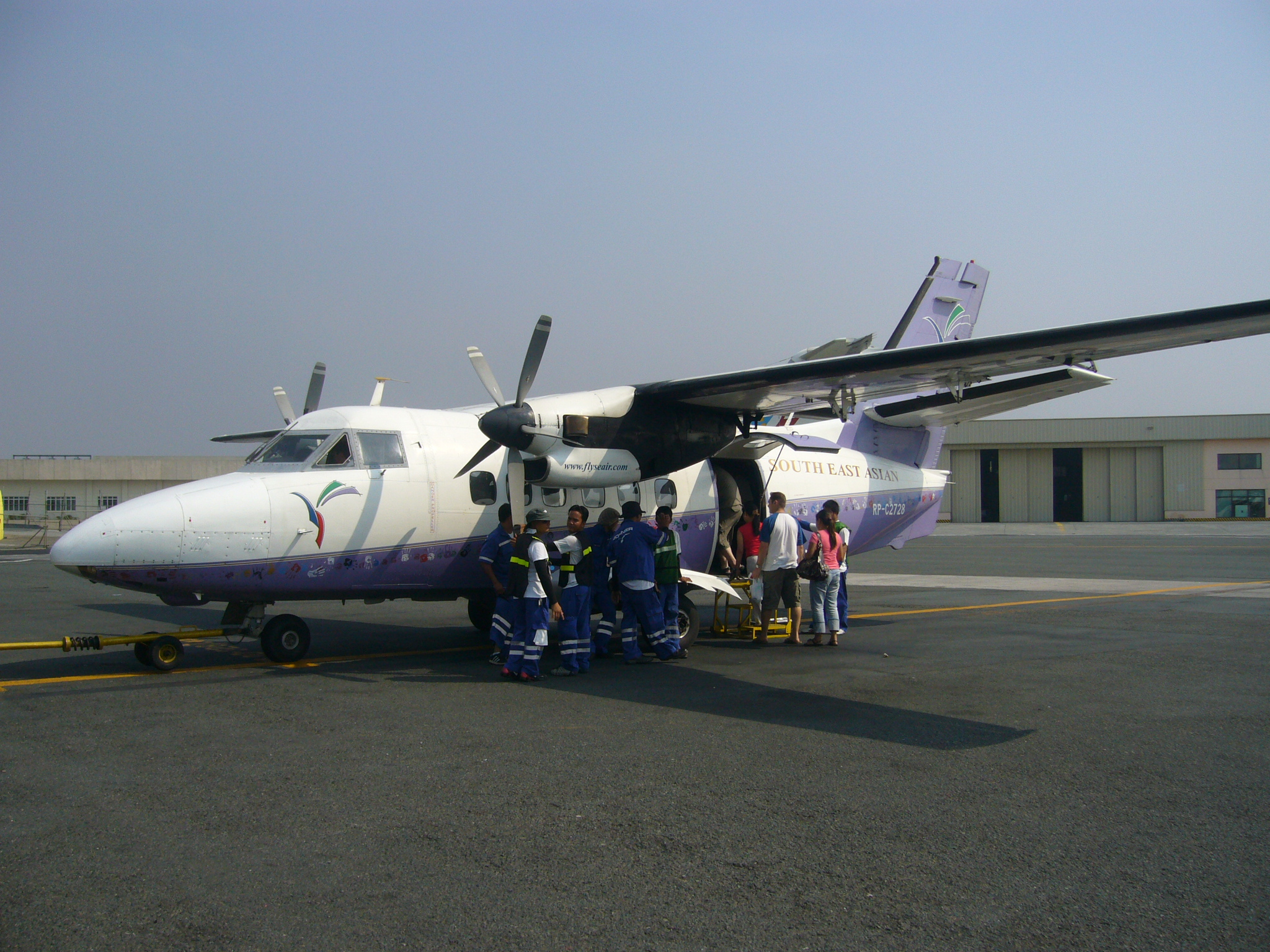
Let L-410UVP-E SEAir.

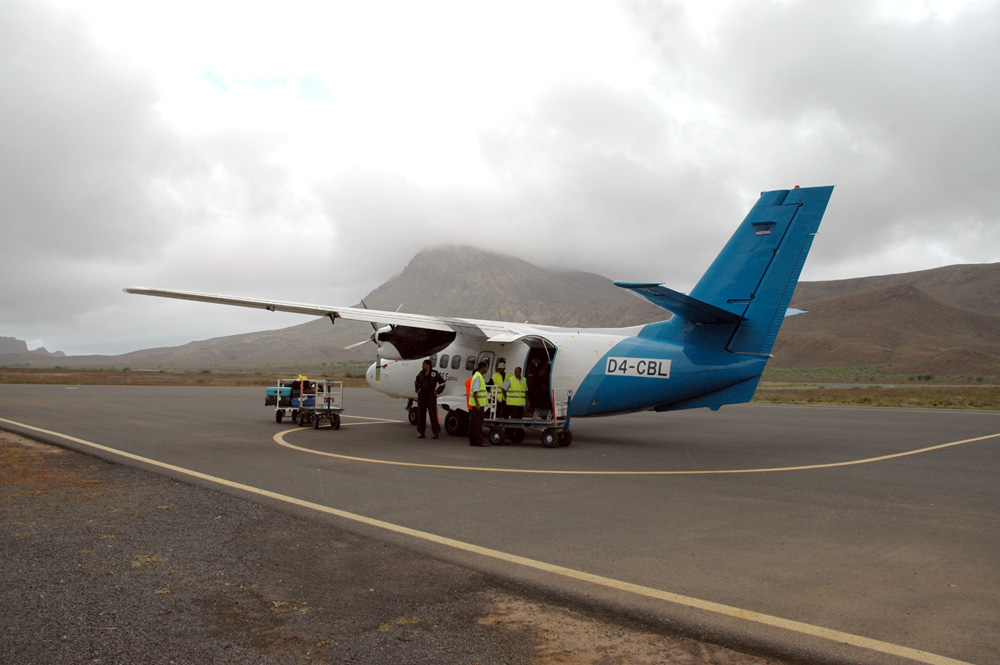
Cabo Verde Express Let L-410 у Кабо-Верде.

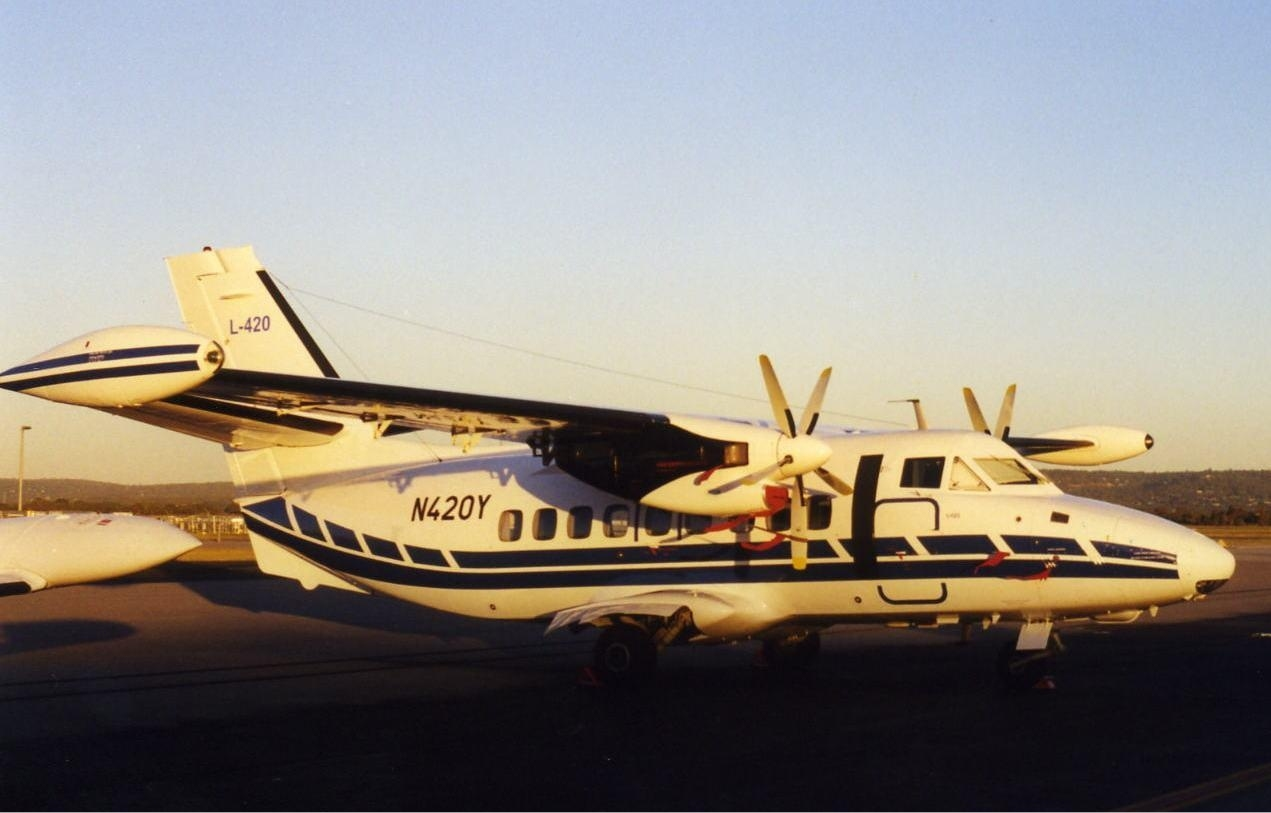
Let L-420 демонстрація у Перті (2000).

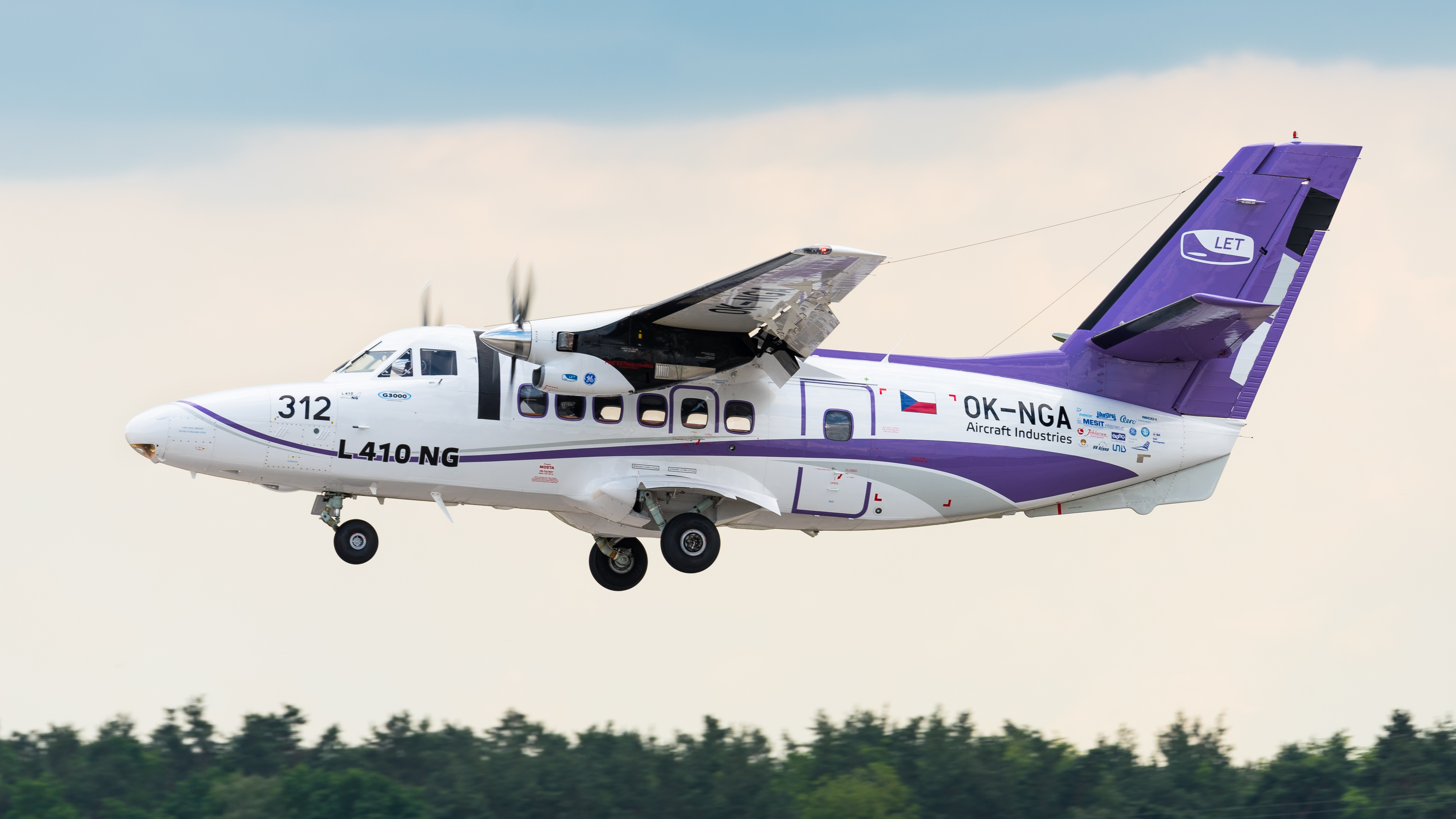
L-410NG на ILA 2016

L-410Прототип, виготовлено три одиниці.
L-410AПерший серійний випуск з турбогвинтовим двигуном Pratt & Whitney PT6A-27.
L-410ABМодифікація з чотирилопатевим пропелером.
L-410AFМодифікація для аерофотознімання відправлено до Угорщини.
L-410AGІз зміненим спорядженням. Не було виготовлено жодної одиниці.
L-410ASТестовий літак, поставлявся до СРСР. Було виготовлено 5 одиниць
L-410MДругий серійний випуск з двигунами Walter M601A.
L-410AMМодифікація з покращеними двигунами M601Bs, також відома як Л-410MA або Л-410MU.
L-410UVPТретій серійний випуск, із докорінними змінами. Основними змінами є магістральна повітряна траса, розширений розмах крил на 0.80 м, двигуни M601Bs, вищий горизонтальний стабілізатор. Модифікації UVP відповідають характеристикам STOL (UVP="ультра-короткий зліт та приземлення" — рос.).
L-410UVP-SМодифікація з салоном UVP із верхнім шарнірним люком входу.
L-410UVP-EПереоснащений M601Es, п'ятилопатеві пропелери, додаткові паливні баки на кінцях крил. Модифікацію Л 410 UVP-E20 сертифіковано по регуляції FAR 23 (Поправка 34), також вона отримала Сертифікат Типу у Чехії, Данії, Німеччині, Швеції, Індонезії, у Філіппінах, Австралії, Аргентині, Бразилії, Росії, Кубі та Чилі. Після утворення нового Європейського агентства з Авіаційної Безпеки (англ. EASA) літак також отримав сертифікат повного типу EASA, що є дійсним для всіх країн ЄС (EASA).
Літак також отримав дозвіл для експлуатації у низці інших країн, зокрема таких як: Алжир, ПАР, Кенія, Танзанія, Уганда, Туніс, Колумбія, Венесуела, Південна Корея, Індія та інші.
L-410FGФотограмметрична модифікація, що ґрунтується на Л-410UVP
L-410TВантажна модифікація UVP зі збільшеним розміром люку завантаження (1.25 m × 1.46 m), може перевозити до 6 носилок як медичний літак, а також 12 парашутистів. Також може перевозити до 1,000 кг вантажних контейнерів.
L-420оновлений L-410UVP-E — нові M601Fs Let-420 є сертифікованою у США FAA модифікацією моделі Л 410 UVP-E20, яка сертифікована на основі регуляції FAR 23 (Поправка 41) та отримала Сертифікат Типу у Чехії, США, Австралії та Індонезії а також повний Сертифікат Типу EASA.
L-410NGНова модифікація із новими двигунами GE H85, довшою носовою частиною та більшою хвостовою частиною для вміщення більшого об'єму багажу, нові крила та нова скляна кабіна. Фюзеляж лишився таким же, як у класичного Л-410, але виготовлений із нових матеріалів. Після випуску прототипу він здійснив свій перший політ 29 Липня 2015 року. Отримання сертифікату типу очікувалося у 2016 році із запланованим серійним випуском у 2017 році. Потужність зросте до 850 к.с. із колишніх 800 к.с. GE H80-200, швидкість збільшиться до 412 км/год. Максимальна злітна маса зросте на 500 кг — до 7,000 кг та дальність до 2,500 км з поточних 1,520 км. Паливна місткість зростає з 1,300 кг до 2,450 кг та зносостійкість з 5h до 9h. FAA, EASA та російська сертифікація спливає наприкінці 2017 року.

## Експлуатанти

### Військові
Список військових експлуатантів Let L-410

### Цивільні
У липні 2015 року, 178 Let L-410 були на службі в авіакомпаніях : 73 у Африці, 58 у Європі, 41 у Америці та 6 у Азіатсько-Тихоокеанському регіоні та Середньому Сході ; відповідні авіаперевізники з чотирма чи більше літаками:
- 19: Air-Tec Africa
- 8: Orenburzhie Air Company
- 7: Searca[es]
- 5: Kin Avia та Камчатське авіаційне підприємство[ru]
- 4: Air Express Algeria, Eagle Air, Solenta Aviation, 2nd Arkhangelsk United Aviation Division, Van Air Europe, Komiaviatrans, KrasAvia, Air Guyane Express та Comeravia

## Найбільш значні авіаційні катастрофи
- 6 серпня 1977, Л-410 впав у озеро Балатон, вбивши одну людину на борту.[7]
- 7 червня 1995, Латвійський військовий Л-410 брав участь в повітряному шоу на військовій базі Лілварде у Латвії, під час якого пілоти пробували виконати несанкціоновану бочку. Маневр міг би бути вдалим якби початкова висота не була настільки низькою (близько 350 метрів) і літак впав на відстані 150 метрів від глядачів, вбивши обох осіб на борту.
- 18 травня 1996, у Канпур, Уттар-Прадеш, Індія, літак Л-410 від Archana Airways, що летів за маршрутом Делі — Канпур зробив занадто пізнє приземлення та не зміг зупинитися протягом решти довжини ЗПС, виїхавши за неї. Літак вдарився у обмежувальну стіну аеропорту, після чого зупинився. Літак отримав значні пошкодження, але обійшлося без пожежі та без ушкоджень для людей на борту.[8]
- 7 грудня 1999, Л-410 від Asian Spirit Flight 100 врізався у гірський масив між муніципалітетом of Касібу, Нуева Віская та Кабаррога, Квіріно, у Філіппінах. Всі 15 пасажирів та обидва члени команди отримали несумісні з життям нівечення.
- 15 січня 2000, Л-410 з 15 людьми на борту, впав після злету з аеропорту Tobías Bolaños у Сан Хосе (Коста-Рика), забравши життя 5 людей.[9]
- 10 вересня 2000 Л-410 з 19 людьми на борту, в тому числі футбольних фанатів Хаскі Університету Вашингтону, випускників and членів асоціації впав у джунглях в Мексиканському штаті Юкатан, забравши життях всіх, хто був на борту.[10]
- 18 вересня Л-410 з 13 людьми на борту впав під час злету з La Aurora Intl., Гватемала.
- 2 березня 2003, Л-410 з командою спортсменів-парашутистів впав на дропзоні Борки, Росія. Літак відмовив на великій висоті але багато парашутистів врятувалося завдяки наявності у них парашутів.[11]
- 24 серпні 2003, Tropical Airways Л-410 з 19 пасажирами та 2 членами команди впав на поле з цукровими тростинами невдовзі після злету із Міжнародного Аеропорту Hugo Chávez у Cap-Haïtien, Гаїті після того як вантажні двері відкрилися під час польоту. 21 людина втратила життя у цій аварії.[12]
- 23 травня 2004, двоє Blue Bird Aviation Let L-410 літаків врізалися один в одного біля Mwingi, Кенія. Один із літаків впав на землю, забравши життя обох членів екіпажу, в той час як другий успішно приземлився.[13]
- 27 січня 2005, Farnair Hungary літак Let L-410 пропав з зони контролю радара в аеропорті Ясси, Румунія, але коли члени екіпажу повідомили службі контролю повітряного трафіку свої координати через радар аеропорту та їх намір повернути направо вони були помічені за лівим поворотом. Потім літак по спіралі впав на льотне поле. Обидва члени команди втратили свої життя.
- 26 березня 2005, літак West Caribbean Airways турбогвинтовий Let L-410, реєстраційний номер HK-4146, під час відправленні з аеропорту El Embrujo Airport[en], Провіденсія на Карибських Островах, не зміг пролетіти над схилами і врізався в ЗПС 01, забравши життя у 2 членів екіпажу та 6 з 12 пасажирів на борту.
- 2 червня 2005, Л-410 від Transportes Aéreos Guatemaltecos, реєстраційний номер TG-TAG, з 17 пасажирами на борту впав біля Сакапа невдовзі після злету. Пілоти здійснили спроби повернення до льотного поля після повідомлення про технічні проблеми. Всі члени екіпажу та пасажири врятувалися у цій аварії.[14]
- 30 жовтня 2005, турбогвинтовий Let L-410UVP-E19A Trade Air, реєстраційний номер 9A-BTA, впав за кілька хвилин після злету з аеропорту Bergamo-Orio Al Serio, прямуючи до Загребу. Всі троє, що були на борту, втратили життя. Погодні умови були погані з обмеженою видимістю через туман.[15][16]
- 31 березня 2006 літак L-410UVP-E20, від TEAM Linhas Aéreas, розбився. Рейс TEAM 6865 відправлявся з аеропорту Macaé[en] о 17:19 у плановий політ до Rio de Janeiro-Santos Dumont[en]. Літак PT-FSE мав з'явитися о 18:02. Зв'язок було втрачено та літак розбився між містами Saquarema та Rio Bonito. Всі 19 людей на борту втратили життя.[17]
- 24 вересня 2007, літак L-410 від Free Airlines, у власності Karibu Airways розбився при приземленні у аеропорті Malemba Nkulu Airport, забравши одне життя та п'ять людей отримали травми.[18]
- 8 жовтня 2007, літак L-410UVP-E10A з 15 солдатами та 3 членами екіпажу на борту впав у Cerro Bravo, Колумбія.[19][20]
- 4 січня 2008, літак L-410UVP-E, реєстраційний номер YV2081, від Transaven з 12 пасажирами і двома членами команди на борту впав біля Islas Los Roques, Венесуела, забравши життя всіх, хто був на борту. Літак було знайдено і відновлено за 5 років після аварії.
- 25 серпня 2010, літак L-410 розбився, забравши життя 20 людей, у Bandundu, Демократична Республіка Конго. Згідно інформації від єдиного, хто врятувався, аварія була спричинена тиснявою пасажирів після втечі крокодила з сумки одного з пасажирів. Крокодил врятувався у цій аварії, але був вбитий рятівниками.[21]
- 14 лютого 2011, літак L-410 від Central American Airways з 12 пасажирами та 2 членами команди на борту, впав перед приземленням у аеропорту Toncontín International Airport, забравши життя всіх на борту.[22]
- Того ж дня, літак L-410 від African Air Services Commuter, що летів з місією Всесвітньої продовольчої програми на вантажному перельоті з аеропорту Kavumu Airport[en], Демократична Республіка Конго до Lusenge біля Kava у Демократичній Республіці Конго, впав у Mont Bienga незабаром після злету, забравши життя обох членів екіпажу.[23][24]
- 13 Липня 2011, літак від Noar Linhas Aéreas Let L-410 реєстраційний номер PR-NOB у польоті номер 4896 від аеропорту Recife Airport до Augusto Severo International Airport та до аеропорту Mossoró Airport впав незабаром після злету з Recife, забравши життя всіх 16 на борту.[25][26]
- 10 червня 2012, літак Л-410 розбився на дропзоні Бородянка, розташовану за 50 км на північний захід від Києва, Україна ( Україна). П'ятеро втратили життя та тринадцять отримали травми, коли літак здійснив спробу аварійної посадки у штормову погоду. На літаку було 16 парашутистів та двоє членів екіпажу.[27]
- 22 серпня 2012, літак від Mombasa Air Safari Let L-410UVP-E9 реєстраційний номер 5Y-UV7, з 11 пасажирами та 2 членами команди на борту, впав на льотне поле у Maasai Mara Game Reserve, Кенія, забравши життя обох пілотів та двох пасажирів. Дев'ять пасажирів на борту літака отримали ушкодження різної ступені важкості. Літак, що впав незадовго після злету з Ngerende Airstrip було повністю пошкоджено.[28]
- 23 серпні 2014, літак Doren Air Congo Let L-410, реєстраційний номер 9Q-CXB, виконував переліт з Bukavu до Pangi (Демократична Республіка Конго) з 2 пасажирами, 2 членами команди та 1500 кг вантажу, без відомих проблем відправився з аеропорту Bukavu's Kavumu Airport о 13:42L (11:42Z) та втратив зв'язок з Kavumu за 10 хвилин після відправлення. Після цього радіопередач отримано від нього не було і літак не з'явився у Pangi, маючи прибути туди за годину після відправлення (орієнтовна польотна відстань 140км), ані в жодному іншому аеропорту. Пошуки літака привели до знайдення його обгорілих решток у південній околиці парку Kahuzi-Biega 25 серпня, через 2-3 км на схід від села Kalika біля Mulume Munene.[29]
- On January 24, 2014 a Let L-410UVP-E9 with registration number 5H-ZAP operated by Zanair overshot the runway in Pemba airport, Tanzania while landing after the brakes of the airplane failed. The plane skidded off the runway, onto a grassy area, and skidded into a bush. All passengers escaped the runway incident without injuries.[30]
- 20 серпня 2015, два Let L-410 від Dubnica Air реєстраційні номери OM-ODQ та OM-SAB, зіткнулися у повітрі на висоті близько 5000 футів біля села Cerveny Kamen у Словаччині, біля чеського кордону. Літаки мали на борту парашутистів, які запланували репетицію для повітряного шоу неподалік. Тридцять один парашутист врятувався, вистрибнувши з літаків після зіткнення. Два члени команди з обох літаків і троє парашутистів втратили життя під час удару у гірській місцевості.[31] Probable reason was an lack of discipline and inattention of second plane pilot, which was enganged in taking photographs of first plane flying ahead and above him.[32]
- 14 квітня 2019 року літак Let L-410 авіакомпанії Summit Air, реєстраційний номер 9N-AMH, починав зворотний рейс та зійшов зі злітно-посадкової смуги, викотився на стоянку, де врізався в припарковані гелікоптери[33]. Пригода сталася в аеропорту імені Тенцинга і Хілларі у Непалі. Внаслідок події, загинув один з пілотів L-410 та два поліцейських інспектора.
- 10 жовтня 2021 року L-410 з парашутистами впав одразу після зльоту з аеродрому в Мензелінську (Татарстан, Росія). Він пролетів трохи більше кілометра. На борту було 23 людини — 21 парашутист і два члени екіпажу, з них загинули 16 осіб.[34]

## Встановлені як пам'ятники
| Місцезнаходження | Фото |
| м. Харків        | https://wikimapia.org/#lang=ru&lat=50.043789&lon=36.291157&z=19&show=/5534266/ru/Самолёт-Л-410УВП-Турболет |
| м. Полтава       | [недоступне посилання з липня 2019]                                                                        |
| ---------------- | --- |

## Технічні характеристики
| Модифікація                          | L-410M                           | L-410UVP                         | L-410UVP-E                          | L-410UVP-E20                     | L-410UVP-E20                     |
| ------------------------------------ | -------------------------------- | -------------------------------- | ----------------------------------- | -------------------------------- | -------------------------------- |
| Екіпаж                               | 2 пілоти                         | 2 пілоти                         | 2 пілоти                            | 2 пілоти                         | 2 пілоти                         |
| Комерційне навантаження              | 17 пасажирів або 1430 кг вантажу | 15 пасажирів або 1300 кг вантажу | 17-19 пасажирів або 1710 кг вантажу | 19 пасажирів або 1800 кг вантажу | 19 пасажирів або 1800 кг вантажу |
| Тип двигуна                          | 2 × ТГД Walter M601A             | 2 × ТГД Walter M601D             | 2 × ТГД Walter M601E                | 2 × ТГД Walter M601E             | 2 × ТГД GE H80-200               |
| Злітна потужність, к.с.              | 2 × 690                          | 2 × 725                          | 2 × 750                             | 2 × 750                          | 2 × 800                          |
| Тип повітряного гвинта               | 2 × AVIA V508B                   | 2 × AVIA V508D                   | 2 × AVIA V510                       | 2 × AVIA V510                    | 2 × AVIA AV-725                  |
| Кількість лопастей на кожному гвинті | 3                                | 3                                | 5                                   | 5                                | 5                                |
| Діаметр повітряних гвинтів, м        | 2,5                              | 2,5                              | 2,3                                 | 2,3                              | 2,3                              |
| Розмах крила, м                      | 17,478                           | 19,478                           | 19,478                              | 19,98                            | 19,98                            |
| Довжина літака, м                    | 13,605                           | 14,42                            | 14,42                               | 14,42                            | 14,42                            |
| Висота літака, м                     | 5,646                            | 5,83                             | 5,83                                | 5,83                             | 5,83                             |
| Площа крила, м²                      | 32,5                             | 34,86                            | 34,86                               | 34,86                            | 34,86                            |
| Маса порожнього літака, кг           | 3700                             | 3850                             | 4000                                | 4050                             | 4050                             |
| Маса максимальна злітна, кг          | 5700                             | 5800                             | 6400                                | 6600                             | 6600                             |
| Маса палива (основні баки), кг       | 1000                             | 1000                             | 1000                                | 1000                             | 1000                             |
| Маса палива (кінцеві баки), кг       | —                                | —                                | 313,8                               | 313,8                            | 313,8                            |
| Максимальна швидкість, км/год        | 300                              | 320                              | 335                                 | 335                              | 335                              |
| Практична дальність, км              | 990                              | 1040                             | 1380                                | 1410                             | 1500                             |
| Практична стеля, м                   | 4000                             | 4200                             | 4200                                | 4250                             | 4200                             |